# Élections présidentielles bosniennes de 2014
Les élections présidentielles bosniennes de 2014 se sont tenues le 12 octobre 2014 pour élire les trois membres de la présidence collégiale du pays. Le scrutin s'est déroulé dans le cadre des élections générales bosniennes de 2014.

## Système électoral
Trois présidents devant représenter respectivement les communautés Serbes, Croates et Bosniaques sont élus simultanément au scrutin uninominal majoritaire à un tour. L'un des candidats serbe est élu par les seuls électeurs de la république serbe de Bosnie tandis que les électeurs croates et bosniaques de la fédération de Bosnie-et-Herzégovine votent pour l'un ou l'autre des candidats croates et bosniaques. Les habitants du district de Brčko, qui ne fait partie d'aucune des deux entités, doivent se faire enregistrer sur les listes électorale de l'une ou l'autre. Les trois présidents alternent à tour de rôle à la tête de la présidence collégiale, pour des périodes de huit mois.

## Résultats
| Candidats              | Candidats            | Partis                                 | Voix                | %                   |
| Président bosniaque    | Président bosniaque  | Président bosniaque                    | Président bosniaque | Président bosniaque |
| ---------------------- | -------------------- | -------------------------------------- | ------------------- | ------------------- |
|                        | Bakir Izetbegović    | Parti d'action démocratique            | 247 235             | 32,87               |
|                        | Fahrudin Radončić    | Union pour un meilleur futur de la B-H | 201 454             | 26,78               |
|                        | Emir Suljagić        | Front démocratique                     | 114 334             | 15,20               |
|                        | Bakir Hadžiomerović  | Parti social-démocrate                 | 75 369              | 10,02               |
|                        | Mustafa Cerić        | Indépendant                            | 33 882              | 4,50                |
|                        | Džebrail Bajramović  | Parti de la diaspora                   | 5 041               | 0,67                |
|                        | Mirsad Kebo          | Indépendant                            | 3 893               | 0,52                |
|                        | Halil Tuzlić         | Indépendant                            | 3 162               | 0,42                |
|                        | Adil Žigić           | Indépendant                            | 1 637               | 0,22                |
| Président croate       |                      |                                        |                     |                     |
|                        | Dragan Čović         | Union démocratique croate              | 128 053             | 52.20               |
|                        | Martin Raguž         | Union démocratique croate 1990         | 94 695              | 38.61               |
|                        | Živko Budimir        | Parti de la justice et de la vérité    | 15 368              | 6.27                |
|                        | Anto Popović         | Front démocratique                     | 7 179               | 2.93                |
| Président serbe        |                      |                                        |                     |                     |
|                        | Mladen Ivanić        | RS-SDS                                 | 318 196             | 48,71               |
|                        | Željka Cvijanović    | SNSD-DNS-SP RS                         | 310 658             | 47,56               |
|                        | Goran Zmijanjac      | Parti de la politique juste            | 24 334              | 3,73                |
|                        |                      |                                        |                     |                     |
| Votes valides          | Votes valides        | Votes valides                          | 1 650 720           | 92,31               |
| Votes blancs et nuls   | Votes blancs et nuls | Votes blancs et nuls                   | 137 473             | 7,69                |
| Total                  | Total                | Total                                  | 1 788 193           | 100                 |
| Abstention             |                      |                                        |                     |                     |
| Inscrits/Participation |                      |                                        |                     |                     |